# Rich Vogler
Rich Vogler, född den 26 juli 1950 i Chicago, Illinois, USA, död den 21 juli 1990 i Salem, Indiana, USA, var en amerikansk racerförare.

## Racingkarriär
Vogler var framförallt framgångsrik i sprint cars och midget cars, där han vann båda mästerskapen samma år 1980, som förste förare någonsin. Totalt vann han 134 segrar under USAC:s baner under sin karriär, vilket bara överträffas av A.J. Foyts 169. Han vann midget car-titeln 1978, 1980, 1983, 1986 och 1988, samt sprint car-mästerskapet 1980 och 1989. Han deltog även i Indianapolis 500 vid fem tillfällen, där han som bäst blev åtta 1989. Vogler avled i en sprint car-crash på Salem Speedway vid ledning av tävlingen.